# Llanos de Olivenza
Llanos de Olivenza és una comarca d'Extremadura situada a la zona sud-occidental de la província de Badajoz. El cap comarcal és Olivença. Ocupa una superfície de 1625 km² i té una població de més de 32.000 habitants.

## Municipis
- Alconchel
- Almendral
- Barcarrota
- Cheles
- Higuera de Vargas
- Nogales
- Olivença
- Táliga
- Torre de Miguel Sesmero
- Valverde de Leganés
- Villanueva del Fresno